# 高斯霍恩
高斯霍恩（德語：Gaushorn）是德国石勒苏益格－荷尔斯泰因州的一个市镇。总面积6.45平方公里，总人口188人，其中男性94人，女性94人（2011年12月31日），人口密度29人/平方公里。